# إميل هنريكس
إميل هنريكس (بالسويدية: Emil Henriques)‏ هو محامي سويدي، ولد في 19 ديسمبر 1883 في نورشوبينغ في السويد، وتوفي في 19 نوفمبر 1957.

## وصلات خارجية
- إميل هنريكس على موقع أوليمبيديا (الإنجليزية)
- إميل هنريكس على موقع اللجنة الأولمبية السويدية (السويدية)